# سرخنکلاته
سُرخَنکَلاته شهری از توابع  بخش بهاران شهرستان گرگان در استان گلستان ایران است. سرخنکلاته از سال ۱۳۸۱ از روستا به شهر تبدیل شد. محدودهٔ شهر طبق آمارگیری ۱۰۰۰ هکتار است که ۱۸۷ هکتار مساحت شهر را تشکیل داده‌است.

## پیشینه
تازیک‌ها از ساکنان اصلی این شهر بوده‌اند. در اوایل دوره قاجار امیر علی‌بیک با عده‌ای از بستگان و افراد طایفه خود به همراه قشونی که ریاست آن را محمدوردی‌بیک به عهده داشت جهت امنیت استرآباد از ارسباران آذربایجان به این منطقه آمدند. از آن‌جا که شهر استرآباد ظرفیت پذیرش این طایفه و قشون را نداشت این افراد قبرستان‌محله را برای اقامت برگزیدند و در آن‌جا ماندگار شدند. آن‌ها به خاطر اینکه از پنج گروه (تاجیک (تازیک)، مقصودلو، مارزلو، جلایری، قجر (جرجانی)) تشکیل می‌شدند قبرستان‌محله را بش‌محله (پنج‌محله) نامیدند و بعداً خروس‌محله نیز به آن اضافه شد. اصالت مردم سرخنکلاته ترک هست. از ترکان آذربایجان شرقی هستند که به گرگان در دوره قاجاریه کوچ کردن.